# إسكاليس
إسكاليس (بالفرنسية: Escalles)‏ هي بلدية تقع في إقليم باد كاليه من منطقة نور با دو كاليه في شمال فرنسا. تبلغ مساحة هذه المدينة 7.29 (كم²)، وترتفع عن سطح البحر 46 م، يبلغ عدد سكانها 321 نسمة حسب إحصاء المعهد الوطني للإحصاء والدراسات الاقتصادية سنة 2009 م. وترأس Marc Boutroy البلدية خلال فترة (2008-2014).